# آرکادیوش بازاک
آرکادیوش بوگوسواف بازاک (لهستانی: Arkadiusz Bogusław Bazak؛ زادهٔ ۱۲ ژانویهٔ ۱۹۳۹) بازیگر اهل لهستان است.
از فیلم‌ها یا برنامه‌های تلویزیونی که وی در آن نقش داشته‌است می‌توان به پزشک قلابی، سرنوشت‌های لهستانی، اسکادران، کونوپیلکا، شور، ماری کوری، شخص خیلی مهم، ماجراهای میخاو، نشانه‌گذاری‌شده، لهستان بازسازی‌شده، خاکستر و سیل اشاره کرد.